# 薗部儀三郎
薗部 儀三郎（そのべ ぎさぶろう、1911年〈明治44年〉11月6日 - 2024年〈令和6年〉3月31日）は、日本のスーパーセンテナリアン。2022年11月15日以降から死去するまで日本国内の男性最高齢者であった。千葉県の人物が日本最高齢になったのは、史上初と見られる。

## 経歴
南房総市立三芳中学校や千葉県立安房水産高等学校（現在の千葉県立館山総合高等学校）に長年国語科と社会科の教員として勤めていた。定年後は司書として図書館に再就職し、80歳で退職した。教員だった1960年には御湯殿上日記等の文学類の書籍を執筆していた。
100歳の誕生日には、かつての教え子たちが同窓会を開いて祝福した。110歳になっても、教え子たちと年賀状を交換するなど慕われていた。
読書を長年の趣味とし、特に政治や健康に関する本を読むのが好きであった。また、テレビの健康番組が好きで、テレビで紹介された健康法を実践し、バランスの良い食事にも気をつけた。特にカルシウムを摂るためにジャガイモや豆類、野菜を好んで食べ、歯も大切にし、入れ歯を入れたことはなかった。また、体操が毎日の日課であった。

### 長寿記録
2019年12月2日に松戸市在住の湯本金五が109歳で死去したことに伴い、千葉県内における男性の最高齢となった。2021年9月15日時点で千葉県内における男性の最高齢、並びに安房地方における最高齢であった。翌2022年も千葉県内における男性最高齢となっており、館山市から敬老祝い金を贈呈された。この祝い金は同年10月4日に次女が館山市役所で受け取った。
2022年11月15日、男性日本最高齢であった中村茂の死去により、男性日本最高齢となった。また、1911年生まれの男性としては日本で最後の存命者となり、世界の存命の男性でも上位10位以内に入る長寿となった。厚生労働省、Bogdan Solyanikov、山本由美（LongeviQuest日本代表）による認証を経て、薗部の年齢は2023年5月30日にLongeviQuestによって有効と認められた。その後、厚生労働省、Robert Young、Waclaw Jan Kroczekによる認証を経て、薗部の年齢は2023年9月19日にジェロントロジー・リサーチ・グループ (GRG)によっても有効と認められていた。また、GRGは薗部を日本で明治時代に生まれた男性としては最後の存命者として認定していた。
2024年4月2日にはベネズエラのフアン・ビセンテ・ペレス・モラが死去したことで生存中の男性世界最高齢者になったとされ、検証作業が続けられていたが、同年3月31日に死去していたことが直後の4月4日に報じられた。112歳没。薗部の死去により、明治時代に生まれた日本人男性の存命者は皆無となった。また、日本国内の男性最高齢は神奈川県厚木市在住、1913年〈大正2年〉11月28日生まれ110歳の涌井富三郎となった。